# Justin Löwe
Justin Leonard Löwe (* 30. Dezember 1998 in Lauchhammer) ist ein ehemaliger deutscher Fußballspieler. Der offensive Mittelfeldspieler stand als Profi zuletzt bei Dynamo Dresden unter Vertrag.

## Karriere
Im Sommer 2010 wechselte Löwe von seinem Jugendverein FSV Glückauf Brieske-Senftenberg in die Jugendabteilung von SG Dynamo Dresden. 2017 unterzeichnete er seinen ersten Profivertrag bei der SGD. Im Januar 2018 wurde sein ursprünglich bis zum Ende der Saison 2017/18 laufender Vertrag um ein weiteres Jahr verlängert. Außerdem spielte er von da an bis zum Saisonende auf Leihbasis beim FC Oberlausitz Neugersdorf. Sein Pflichtspiel-Debüt für die Zweitliga-Mannschaft von Dynamo Dresden feierte Löwe am 2. November 2018 unter Trainer Maik Walpurgis beim 3:1-Heimsieg gegen den SV Sandhausen. Kurz vor Spielende wurde er für Aias Aosman eingewechselt. Beim 3:1-Auswärtssieg beim FC Erzgebirge Aue am 1. April 2019 erzielte er vier Minuten nach seiner Einwechslung sein erstes Zweitliga-Tor zum zwischenzeitlichen 2:1. Nur wenige Tage später gab der Verein seine Vertragsverlängerung bis zum 30. Juni 2021 bekannt.
Im Sommer 2022 beendete Löwe im Alter von 23 Jahren seine aktive Profilaufbahn und wurde Teammanager seiner bisherigen Mannschaft. Daneben spielt er noch Fußball für den Siebtligisten SC Borea Dresden.